# Exposition nationale et coloniale de Rouen
L'Exposition nationale et coloniale de Rouen est une exposition nationale et coloniale ayant eu lieu à Rouen en 1896.

## Historique
L'exposition a lieu entre le Champ-de-Mars et la côte Sainte-Catherine. Elle est inaugurée le 16 mai 1896 en présence des ministres Henry Boucher et André Lebon, du général Giovanninelli, du préfet Hendlé et de l'adjoint au maire Marcel Cartier. Le président Félix Faure s'y rend les 14 et 15 août.
Jules Adeline y présente une reconstitution du Vieux Rouen et Louis Tinayre y présente un diorama de Madagascar.
L'une des attractions de l’exposition est le « village nègre » — de Soudanais et de Sénégalais,, installé sur le Champ-de-Mars par le photographe Joannès Barbier. « Tout ce monde de races si diverses et de pays si lointain se trouve réuni autour d'un petit lac sur lequel flottent des pirogues faites d'un seul tronc d'arbre et où, tout le jour durant, la multitude des négrillons plonge à la recherche des "petits sous" que leur jettent les visiteurs ». 600 000 visiteurs s'y précipitent. Parmi les visiteurs figurent Jean Lorrain et Octave Uzanne.
Le pavillon normand de l'exposition a été remonté en 1897 au 9 avenue du Général-Leclerc à Déville-lès-Rouen.